# NGC 2523
NGC 2523 is een balkspiraalstelsel in het sterrenbeeld Giraffe. Het hemelobject werd op 7 september 1885 ontdekt door de Duitse astronoom Edward D. Swift. Het bevindt zich in de buurt van NGC 2523A, NGC 2523B en NGC 2523C.

## Synoniemen
- UGC 4271
- MCG 12-8-31
- ZWG 331.32
- Arp 9
- IRAS08092+7343
- PGC 23128